# Porto de Bissau
O Porto de Bissau é o porto principal da Guiné-Bissau. Localiza-se no rio Geba, servindo a capital do país, Bissau. Tem dois molhes e um cais. A ponte-cais de Pidjiguiti foi o local do massacre de Pidjiguiti, a 3 de Agosto de 1959. A capitania do porto de Bissau mantém um farol na Catedral de Bissau.

## Descrição
Situado no rio Geba, possui um canal com profundidade de 11 para 12 metros, sendo de 8 para 9 no cais de carga. Devido a não ter sido feita nenhuma dragagem no porto desde 1969, o calado máximo admitido no porto comercial de Bissau baixou de 14 para 10 a 11 metros, sendo o acesso limitado devido à presença de cerca de 14 navios afundados nas suas imediações.
O porto dispõe de guindastes capazes de movimentar até 50 toneladas.
Compõe-se de três pontes-cais em forma de "T": A "ponte-cais de Pidjiguiti", a sudoeste, construída em 1889; o cais mais recente, a nordeste do anterior, construído em 1993; e a "ponte-cais de Bissau", a nordeste daquele, construído em 1953.
A torre da Catedral de Bissau abriga um farol que guia os navios através do estuário do rio Geba até ao Porto de Bissau. A luz é mantida pela Capitania dos Portos, Serviços de Marinha.
Vários edifícios antigos ainda existem em torno da área do porto, entre os quais a Fortaleza de São José da Amura, antigo quartel e prisão do século XVIII.

## História

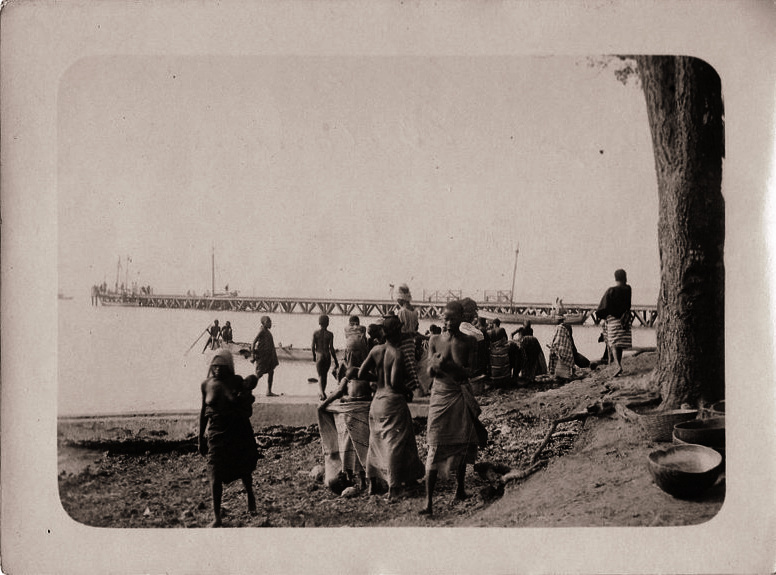
Ponte-cais Correia e Leça, cerca de 1890

Desde 1870 que o governo colonial da Guiné Portuguesa pretendia a edificação de uma ponte-cais em Bissau, tendo algumas pontes de madeira servido por vezes de cais a empresas particulares.
Apenas a 14 de Julho de 1889 foi colocada a primeira pedra de uma ponte para atracação de navios, parte em alvenaria, parte em madeira, a que foi dado o nome de "ponte-cais Correia e Lança", em homenagem ao então governador da Guiné Portuguesa, Joaquim da Graça Correia e Lança. Esta é a actual ponte-cais de Pidjiguiti.

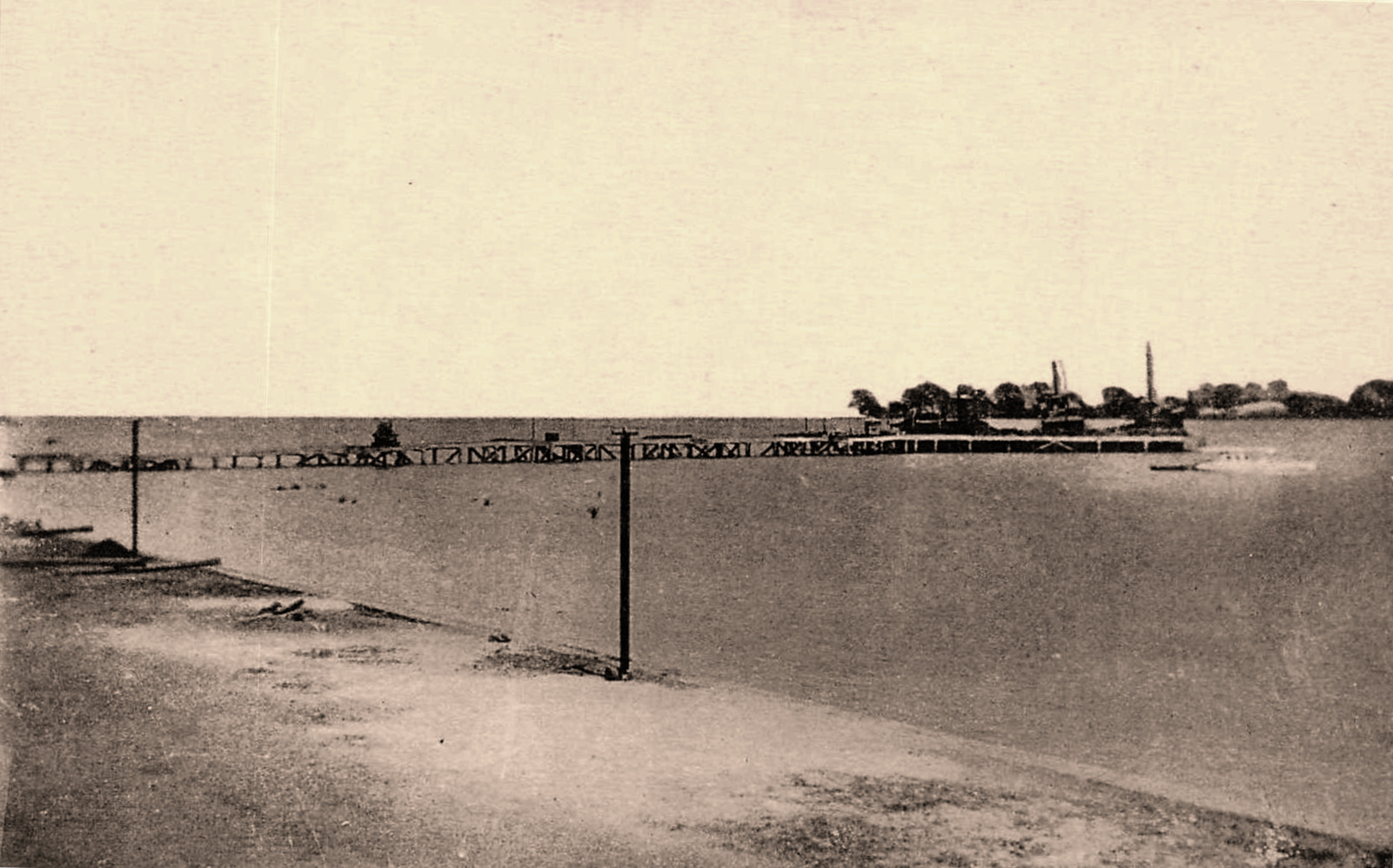
Ponte-cais de Bissau, construída pelo governador Carlos Pereira na década de 1910

Entre 1910 e 1913, em tempo do governador Carlos de Almeida Pereira, foi construída uma segunda ponte-cais. A má utilização desta estrutura, com a amarração de navios, que a faziam oscilar, a abertura de buracos para passar os cabos de amarração, e a substituição do ligeiro empedrado por um pavimento em betão ditaram a sua ruína, de tal modo quem em 1948 há já muitos anos que não permitia a atracação de navios nem o tráfego de mercadorias.

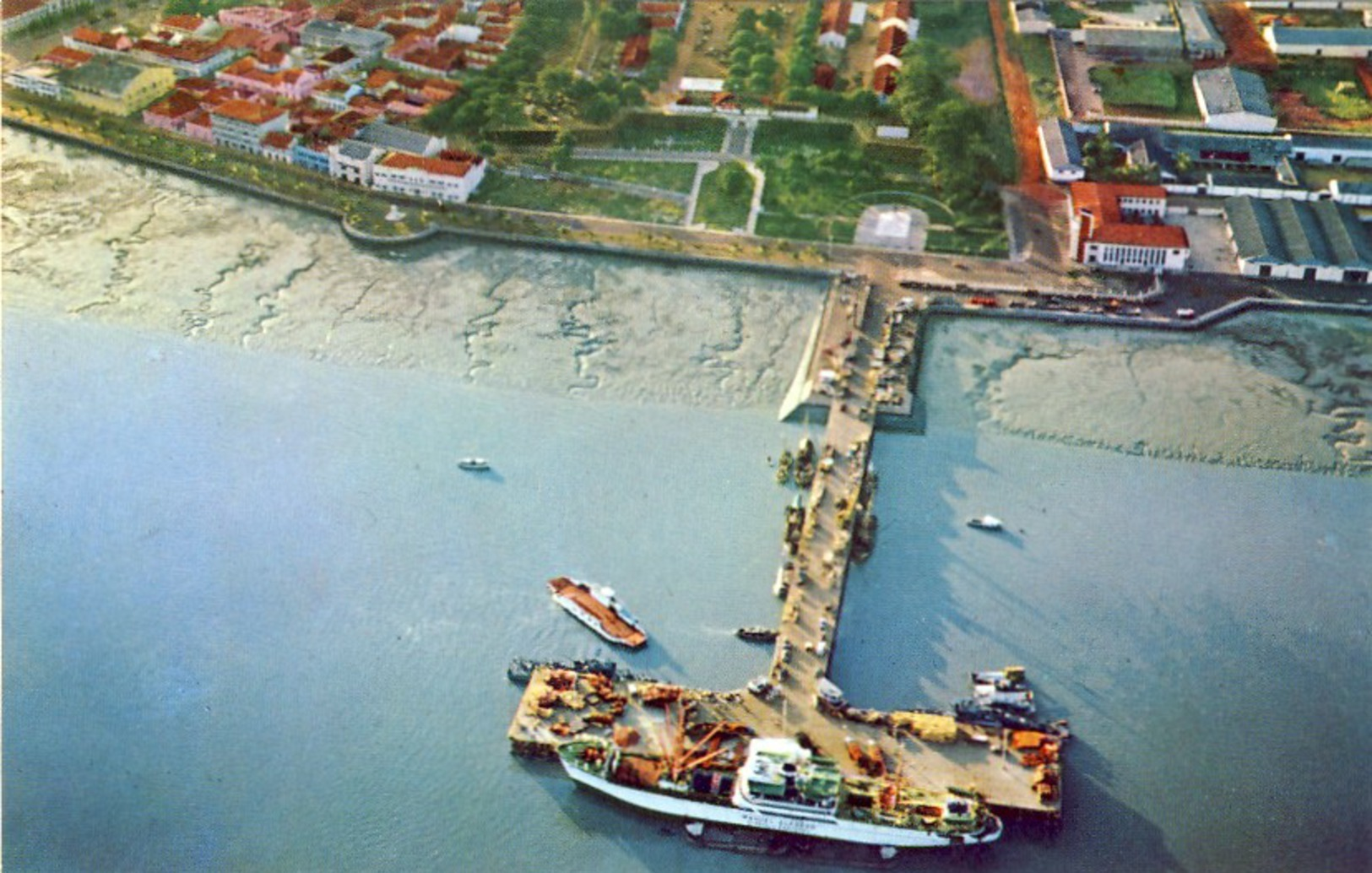
Foto aérea da ponte-cais de Bissau, poucos anos após a sua inauguração em 1953

A 10 de Julho de 1948, em tempo do governador Sarmento Rodrigues, foram oficialmente iniciados os trabalhos de construção da nova ponte-cais de Bissau em betão armado, sob projecto do engenheiro Henrique O'Donnell, concluído em 1946, visando a substituição da arruinada ponte-cais construída pelo governador Carlos Pereira. A obra foi inaugurada a 28 de Maio de 1953 pelo Subsecretário de Estado do Ultramar, Raul Ventura, sendo governador da província Raimundo Serrão.

A 3 de Agosto de 1959 a ponte-cais de Pidjiguiti foi palco do massacre de Pidjiguiti, quando a forças policiais atiraram sobre marinheiros e estivadores em greve matando cerca de 50 e ferindo mais de 100 pessoas. Este episódio marca o início de uma forte resistência contra a autoridade colonial portuguesa. Um monumento em forma de um grande punho fechado negro, a "Mão de Timba", assinala o local do massacre. 

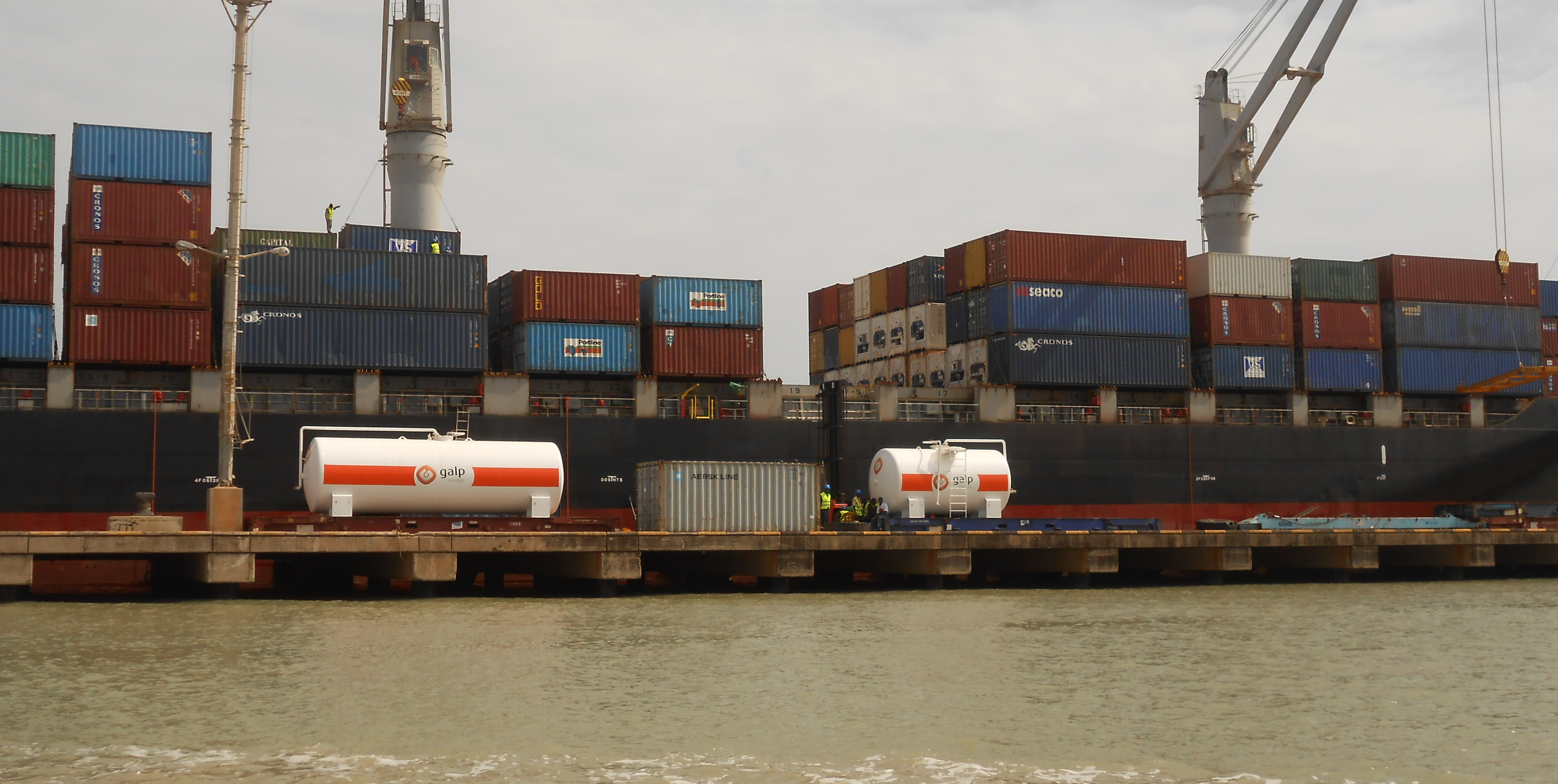
Vista do novo molhe de Bissau, construido em 1993

Em 1993 foi construído um novo molhe, em betão armado, com uma extensão de 260 metros, ligado à costa por um cais de 200 metros de comprimento por 24 de largura.
Dada a importância do porto para a economia nacional, e as suas deficientes instalações, grandes investimentos têm ocorrido na década de 2010s. Isto facilitou o crescimento da indústria de mineração no país, com a exportação de bauxite. Os planos de desenvolvimento do porto por forma a suportar o transporte de bauxite remontam pelo menos a 1983, quando um projecto de 47,4 milhões de dólares foi anunciado.
Em Julho de 2017 o ministro guineense dos Transportes e Comunicações, Fidelis Forbs, anunciou estar em curso o processo de privatização do Porto de Bissau, esperando-se para Setembro seguinte o anúncio da empresa concessionária que iria proceder à sua exploração. Em Outubro desse ano não havia ainda sido divulgada essa informação.
Em Outubro de 2017 a Marinha Portuguesa levou a cabo um levantamento hidrográfico da baía de Bissau, no âmbito da missão "Mar Aberto", que revelou poucas alterações desde o levantamento anterior, em 1967. Na ocasião foram inventariados cinco navios naufragados.

## Operação portuária
Embora o porto de Bissau tenha sido concebido para lidar com 5.000 contentores por ano, hoje em dia lida com um número que atinge cinco vezes esse valor. Uma das consequências desta sobrecarga de capacidade são os altos custos relacionados ao seu funcionamento.
| Custos de Port Handling - custos comparativos de Dacar, Banjul & Bissau | Custos de Port Handling - custos comparativos de Dacar, Banjul & Bissau | Custos de Port Handling - custos comparativos de Dacar, Banjul & Bissau | Custos de Port Handling - custos comparativos de Dacar, Banjul & Bissau |
| ----------------------------------------------------------------------- | ----------------------------------------------------------------------- | ----------------------------------------------------------------------- | ----------------------------------------------------------------------- |
| Portos                                                                  | Banjul                                                                  | Dacar                                                                   | Bissau                                                                  |
| Dias no porto                                                           | 14                                                                      | 12                                                                      | 16                                                                      |
| Custo Total (USD)                                                       | 11 9387                                                                 | 71 094                                                                  | 96 162                                                                  |

Fonte: Banco Mundial ; Banco Africano de Desenvolvimento, estudo sobre o sector dos transportes na Guiné-Bissau